# Тайниця
Тайни́ця — село в Україні, у Тетіївській міській громаді Білоцерківського району Київської області. Розташоване за 26 км на південний схід від міста Тетіїв та за 5,5 км від зупинного пункту Горошків. Населення становить 436 осіб (станом на 1 липня 2021 р.).

## Історія
За переказами старожилів у густому лісі знаходився маленький хутір Потайне. Назва Потайне, а пізніше Тайний хутір, очевидно походить від того, що в густому непрохідному лісі ховалися люди сусідніх сіл: Гороха, П'ятигір, Жидівчика (тепер Степове) від нападу ворогів: татаро-монголів, литовців, поляків, татар, турків. 
Приблизно в XVI столітті за ставом, попід кучерявим зеленим лісом, на леваді, селяни — втікачі заснували Тайний хутір. На сьогоднішній день про Тайний хутір нам нагадує ставок Левади та пагорби, де на той час ріс густий ліс.
Є інша версія заснування села. За словами мешканки села Бабченко Марії Мефодіївни та її матері Плаксійчук Ганни Олексіївни село було засноване як потайний козацький хутір, про що свідчили, до прикладу, викопні рештки на її обійсті підчас будівництва хати: людськи кістки, зброя. Дідом пані Марії був офіцер царського війська, можливо, нащадок тих козаків-воїнів, що розбудували хутір, усі її пращури були людьми вільними, досить не бідними та освіченими. Ще один красномовний факт на користь цієї версії — це козацькі прізвища селян, такі як Козаченько.
В XVII столітті, ближче до берегів річки Молочної, утворилось село Тайниця.
Як писав Л. Похилевич у книзі «Сказание о населенных местностях Киевской Губернии» (1864 р.),
| “Тайниця - село при річці Молочній на 6 верст вище м. Пятигор. Мешканців загалом 725; землі 2370 десятин (з них 35 церковних). Тайниця від Ледуховського поступила до Закревського, а той продав її Ігнатію Свідерському, покійний син якого Петро продав у 1848 году Леонарду Мадейському. У Тайнице можна помітити руїни якоїсь кам'яної будови в дубовому лісі близ дороги в Горошків. Це незакінчений дім, що будував поміщик Петро Свидерський”. |
Село довгий час не належало жодному з поміщиків. У XVIII столітті воно перейшло до рук поміщика Ляда Хомського. На початку ХІХ століття село Тайниця від  Ляда Хомського до поміщика Пилипа Закревського. Через певний час Пилип Закревський продав його Ігнатію Свідському. У 1848 році син Ігнатія Свідського, Петро Свідський, продав Тайницю Леопарду Майдейському. Після реформи у 1861 році Тайниця належить графині Ользі Комаровській, а пізніше, з 1870 по 1903 рік, поміщику Миколі Мадриці та його нащадкам.   
В 1648 році була побудована дерев'яна церква, яка носила ім'я євангеліста Луки, дзвіницю до неї - в 1672 році. На той час в селі був водяний млин, 4 вітряних млини, дві кузні, церковно-приходська школа, де діти навчались старословянською мовою, діти добре знали арифметику, читання та письмо, деякі особливо обдаровані діти навіть самі складали вірші.
В 1926 році в Тайниці  було створено товариство по спільному обробітку землі, одним з організаторів якого був Олександр Васильович Перестюк. Масова колективізація в Тайниці проходила в 1929—1930 роках. Спочатку в селі було організовано 2 колгоспи: «Незаможник» та ім. Т. Г. Шевченка.
Першими головами колгоспів були Шоха Семен Прохорович та Роїк Лукаш Васильович.
В 1935 році було утворено одне господарство — колгосп ім. Шевченка, пізніше «Ударник», який в 1978 році було приєднано до колгоспу ім. Леніна села Горошків.
1978 року на території с. Тайниця було створено нове господарство — колгосп «Світанок».
В 1995 році земля була розпайована і на території господарства утворилось сільськогосподарське товариство з обмеженою відповідальністю «Тайниця — Агро».
З 1991 — у складі держави Україна. 1993 село газифікували й частково заасфальтували, але більшість працездатних виїхала на заробітки до Києва та інших великих міст.
Сьогодні село налічує 8 вулиць. На його території працюють 2 сільськогосподарські підприємства: ТОВ «Тайниця-Агро» та СФГ «Перлина». З інфраструктури, тут працюють 3 магазини, будинок культури, сільська рада та фельдшерсько-акушерський пункт. З 2001 по 2014 рік у селі функціонувала Тайницька ЗОШ І-ІІ ступенів, яка припинила свою роботу через нестачу учнів.
24 грудня 2017 року село ввійшло до складу Тетіївської об'єднаної територіальної громади.

## Пам'ятники
У центрі села є цвинтар, де встановлені пам'ятники воїнам-односельцям та жертвам Голодомору 1932—1933. 9 лютого 2015 року у селі знесли останній у Тетіївському районі пам'ятник В. І. Леніну.

## Галерея

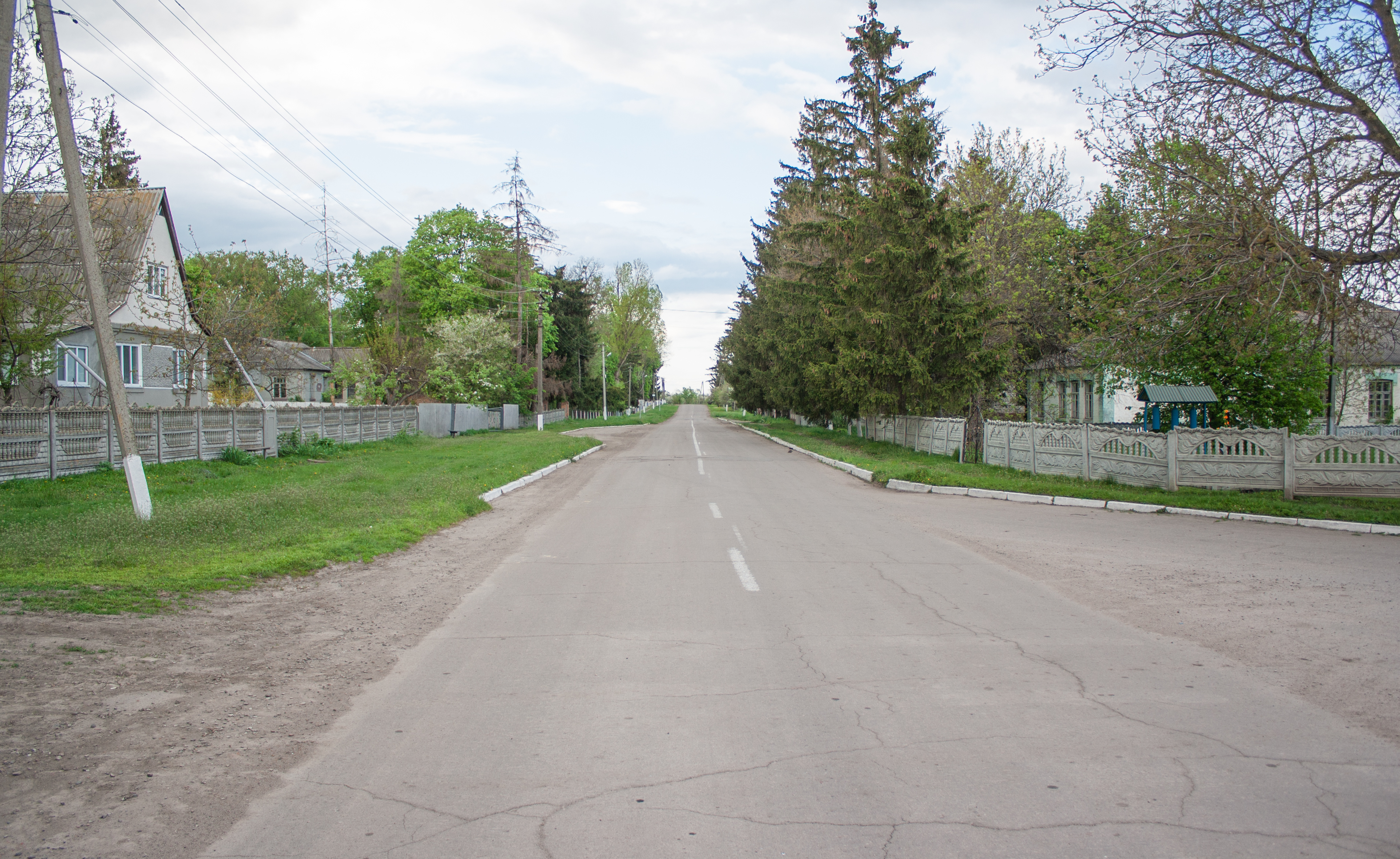
Вулиця Центральна
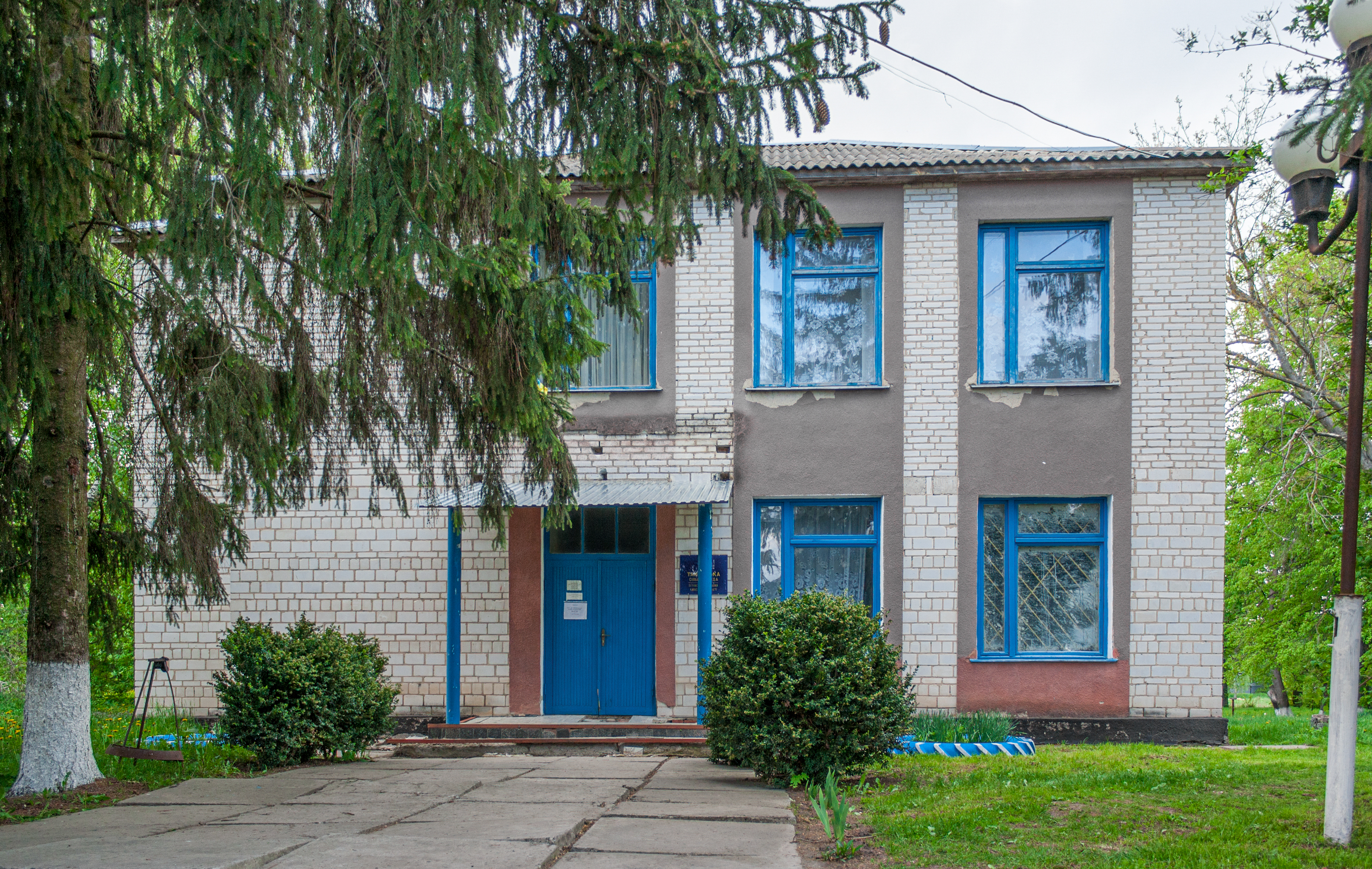
Сільрада
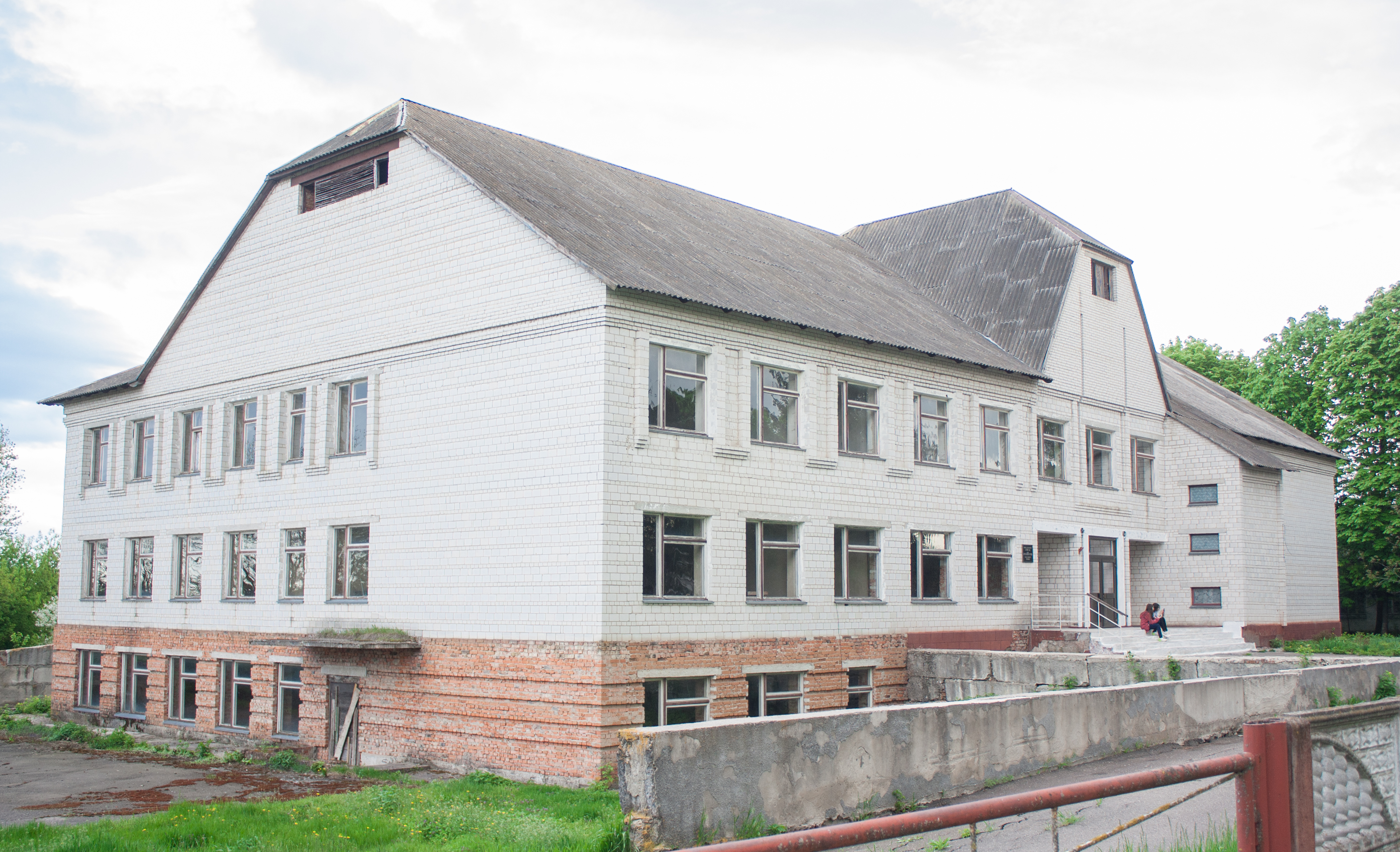
Школа
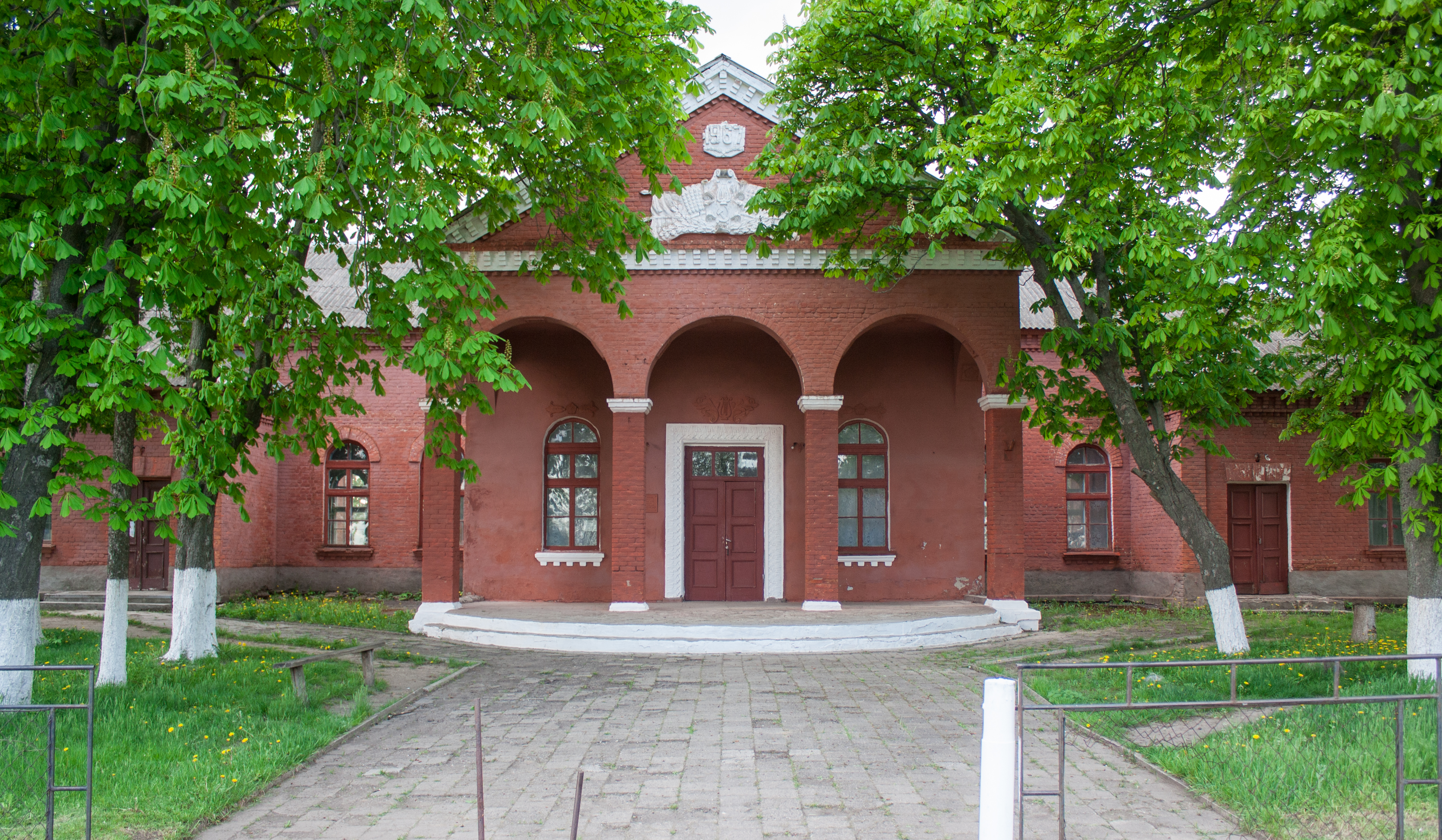
Будинок культури
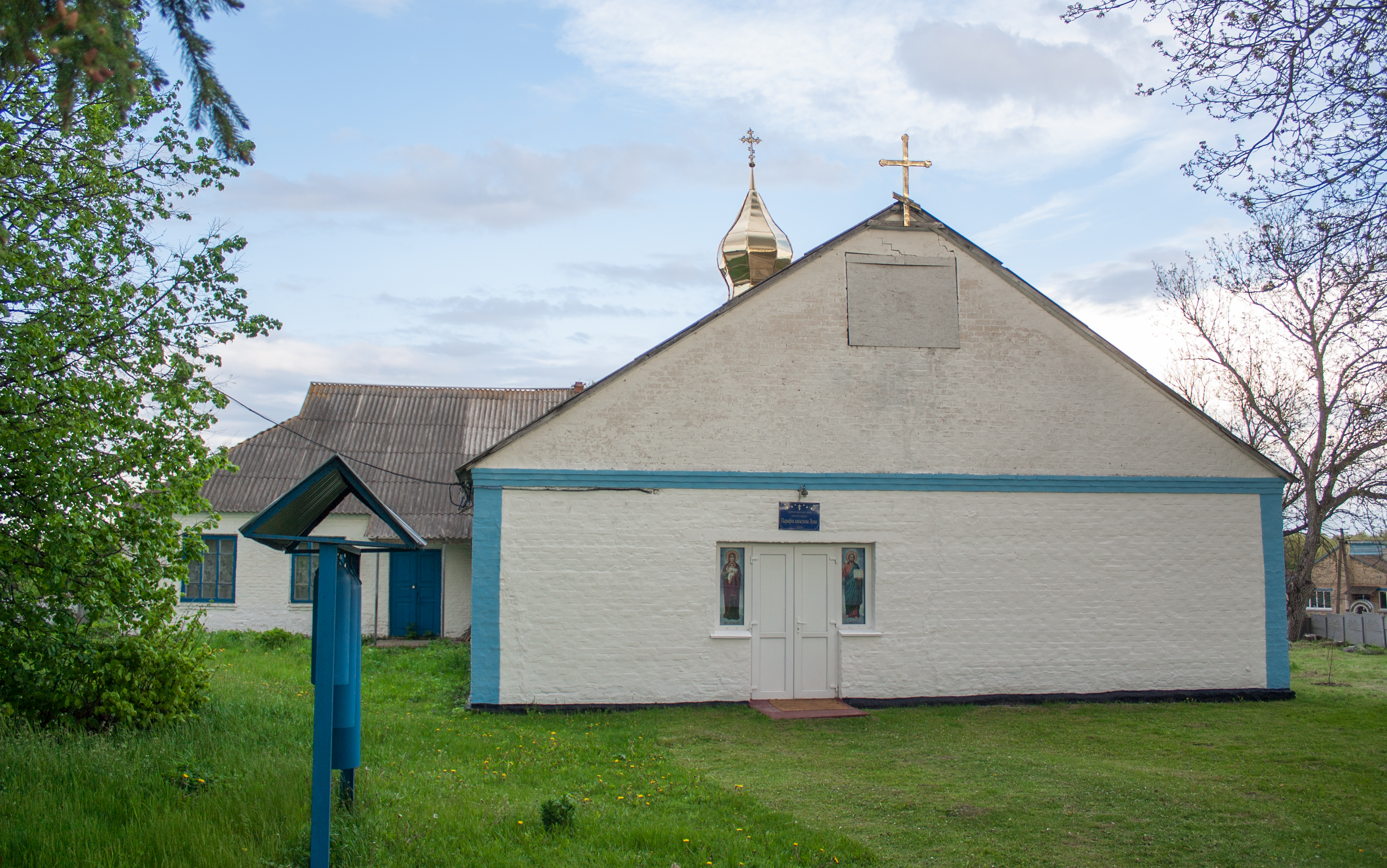
Церква
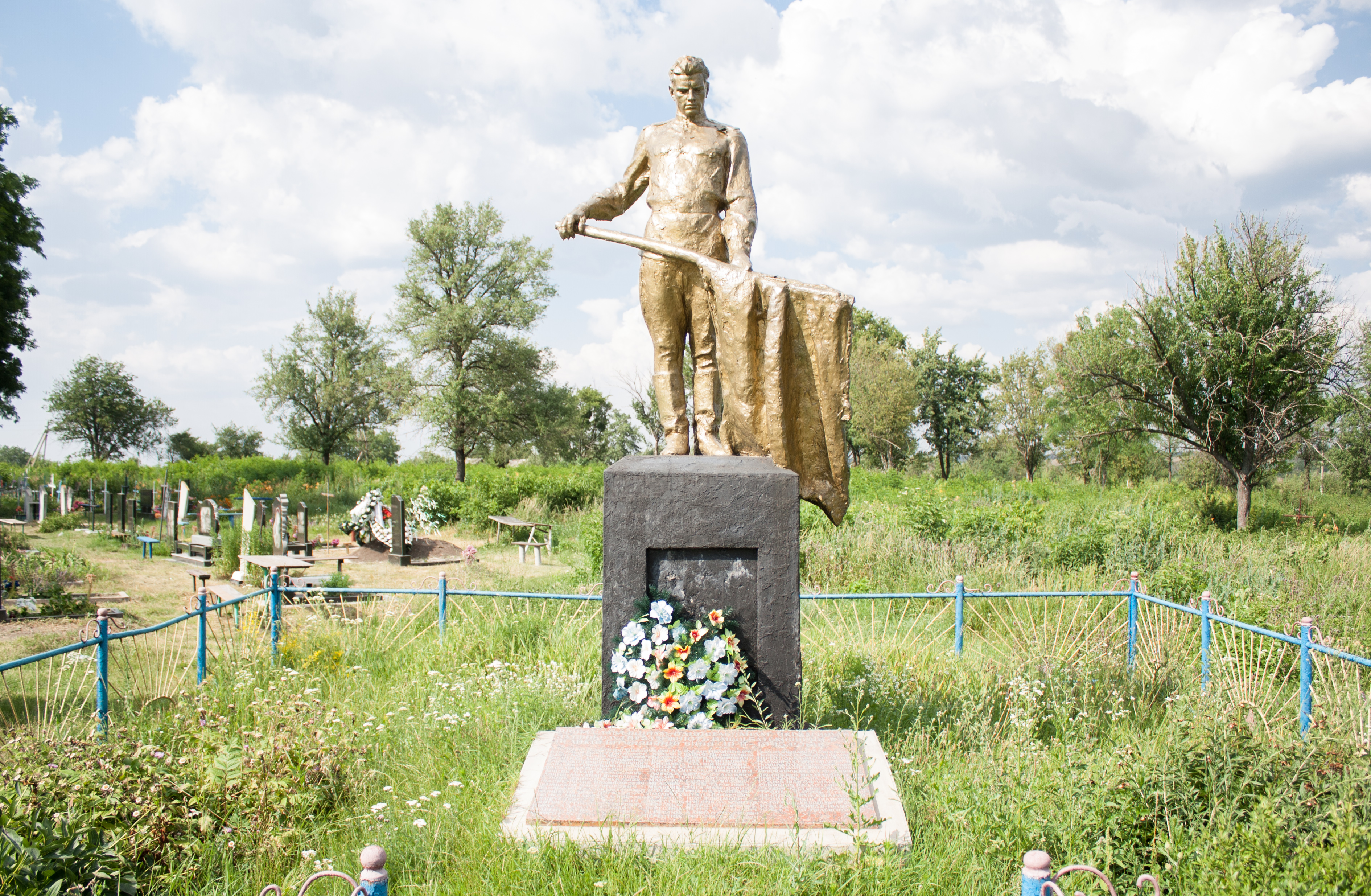
Пам'ятник воїнам-односельцям